# Busto do Cardeal Escoubleau de Sourdis
O Busto do Cardeal Escoubleau de Sourdis é um retrato escultural produzido pelo artista italiano Gian Lorenzo Bernini. Confeccionado em 1622, foi encomendado por Fraçois Escoubleau de Sourdis, arcebispo de Bordeaux, para a igreja de Chartreuse. Atualmente, encontra-se no Musée d'Aquitaine em Bordeaux, França.